# Tiuholma (ö i Kymmenedalen)
Tiuholma är en ö i Finland. Den ligger i Finska viken och i kommunen Kotka i den ekonomiska regionen  Kotka-Fredrikshamn i landskapet Kymmenedalen, i den södra delen av landet. Ön ligger omkring 10 kilometer söder om Kotka och omkring 120 kilometer öster om Helsingfors.
Öns area är 12,8 hektar och dess största längd är 0,7 kilometer i nord-sydlig riktning.